# くまパワ
『くまパワ』は、熊本朝日放送（KAB）で、2014年3月31日から2019年3月22日毎週月曜から金曜に生放送されていた夕方ワイド番組。
2012年4月2日から2014年3月28日までは番組タイトルが『ニュース&情報ライブ くまパワ』（ニュースアンドじょうほうライブ くまパワ）、同年3月31日から2017年3月31日までは『つながる情報テレビ くまパワ』（つながるじょうほうテレビ くまパワ）だった。また、当時の副題にKUMAMOTO POWER STATIONとあるように、『くまパワ』とは“くまもとパワーステーション”の略称である。

## 番組概要
- 2012年3月30日まで熊本県では民放4局のうち熊本放送（RKK、『RKKワイド夕方いちばん』→『ウェルカム!』）・テレビ熊本（TKU、『TKUスーパーニュースぴゅあピュア』）・くまもと県民テレビ（KKT、『テレビタミン』）の3局が夕方ワイド番組を編成しており、熊本朝日放送については17時台に東京発の『スーパーJチャンネル』（以下Jチャン）と、毎週金曜日のみローカル番組『ふるさと情報局』を編成していた。

- このうちローカル編成を帯番組に発展させるとともに18時台枠の『KAB NEWS TRAIN』と統合・枠拡大した夕方ワイド番組に改める。これにより2012年4月当時、熊本県内の民放テレビ各局は全て夕方ワイド番組を編成していた。

- 2013年4月1日改編でテレビ熊本が夕方ワイドを撤収して午前帯のローカルワイドに移動したことから、現在はくまもと県民テレビ・熊本放送[1]の夕方ワイドと競合している。

毎週金曜日に放送されていたローカル番組『ふるさと情報局』も本番組に引き継がれ、番組内で放送されていたコーナー『まちの宝もん』と『新発見伝くまもと』は、本番組の1コーナーとして引き続き放送されていたが、『まちの宝もん』は2014年3月28日をもって終了、『新発見伝くまもと』については、2014年3月をもって本番組での放送を終了し、2014年4月から2017年3月までは毎週金曜 14:30 - 14:40に、2017年4月から2017年9月までは毎週金曜 5:10 - 5:25(なお、冒頭2分間は、県内全市町村の天気を放送するため、厳密には5:12 - 5:25)に放送していた。なお、2017年9月29日をもって、最終回となった。
- 全国高校野球選手権大会シーズンになると、番組放送を18:48で終了し、18:50から出場校の紹介の番組や当日行われた熊本県大会の試合結果を伝える番組を放送する。また、全国高等学校野球選手権熊本大会期間中は、「ニュース&情報ライブ くまパワ」時代は17:36放送開始、18:48放送終了の短縮放送となった。

- 2014年度は大会期間中の7月14日から2週間、16:53まで中継放送のため、16時台は放送休止となった。2018年は1回戦から放送したため、1か月休止となった。兄弟番組の『くまパワ+』も1か月休止となった。

- 2014年3月31日改編より、ローカルパートを拡大させるとともに16時台に移動。タイトルも『つながる情報テレビ くまパワ』に改められ、18時台のニュース枠も『くまパワNEWS』となる。同時にJチャンの17時台フルネットも2年ぶりに復活する。

- なお16時台が放送休止の場合でも「くまパワNEWS」は通常通り放送されていた。この場合はメインキャスターの松原大祐と鑪加奈は出演せず、ニュース担当キャスターの土屋孝博と女性アナウンサー（高崎恵理または松田朋子）が出演していた。

- 2015年4月6日放送より全面リニューアルし、女性MCに元TKUアナウンサーでフリーアナウンサーの野田亜紅を、16時台のニュース担当キャスターには、2012年4月2日放送-2014年3月28日放送の「ニュース&情報ライブ くまパワ」でメインキャスターを務めていた舩津真弓を再び起用した。

- 2017年4月3日より放送時間を16:50までに縮小し、18時台のニュース枠は『くまパワNEWS』から『スーパーJチャンネルくまもと（第2期）』に引き継がれ、本番組に内包されていた『Jチャン』及び『Jチャン九州・沖縄』は其々独立番組となった。女性MCの野田亜紅は卒業となり、松原大祐が単独MCの1人となった。

- 『くまパワ』が2019年3月22日をもって終了、同年、4月1日からは『くまパワJ』が開始する[2]。MCには、田中杜旺、ニュースキャスターには、舩津真弓、柴田理美を起用する。

## 出演者

### メインMC
- 松原大祐　(熊本朝日放送アナウンサー（当時）)

### ニュース担当キャスター
- 舩津真弓[3]
- 柴田理美[3]

いずれか1名のみ出演。ニュースコーナーがない場合は出演しない。
舩津休暇時は、土屋孝博か田中杜旺が代行する。

### お天気キャスター
- 米田祐太[3]（気象予報士、2014年9月29日放送から）

### コメンテーター
- 南良輔（月曜、城見町全栄会会長・熊本市中央繁栄会副会長・熊本城東マネジメント社長・ラジオパーソナリティ）
- 福永和子（火曜、元：雑誌編集長・コラムニスト）
- 岡村政志（水曜、ウルトラハウス クロスメディア事業部副部長･元「タウン情報クマモト」「mocos」編集長）
- 小出史（木曜、元：熊本朝日放送アナウンサー・朗読家・ソルトファーム塩工房代表・異業種交流女性の会会長）
- 西田慎介[4]（金曜、朝日新聞熊本総局長）
- キャサリン（藤本清美）（金曜、スザンヌの母）
- 福永臣吾（不定期、アディーレ法律事務所鹿児島支店長）
- 髙﨑裕士（不定期、主に火曜 - 木曜）
- 海原はるか（不定期、主に金曜）
- かめきち リポーター兼務（ラジオ出演のため、木曜は出演しない。）
- ヒロシ（不定期）
- 上田啓介（不定期、タレント・実業家、くりぃむしちゅー・上田晋也の兄）
- 井手らっきょ（不定期）
- 小林寛子（東海大学教授）

コメンテーターは1日に3人出演する。

### 中継リポーター
- 長木真琴（2014年3月28日放送までは、月曜から木曜はお天気コーナーのアシスタント役として、金曜は中継リポーターとして出演していた）
- そり（イタガキ）

### 特集リポーター
特集
- 岩清水愛
- 高橋よしえ
- 荒木直美
- 井手口瑞歩
- 西村怜奈

### コーナー出演者
月曜
キニナル調査隊
- 西村怜奈

個性派パン
- 高橋よしえ

火曜
くまもと不思議探訪
- 岩清水愛

大人の旅特集
- 岩清水愛

復興応援企画
- イタガキ

水曜
まちの湯めぐり
- 樫山結

旬得取り寄せ隊
- 樫山結

木曜
いましか食べられない旬のひと皿
- 松村奈央

わさもん
- 長木真琴
- 上田啓介

THE 老舗遺産
- 長木真琴

はじめてのおつかい
- 荒木直美

金曜
知って得する専門店
わざわざ行きたい大人の隠れ家
おんな2人のハシゴ酒
ハナキン
- かめきち

くまパワ法律相談（月1回）
- 福永臣吾（アディーレ法律事務所鹿児島支店長、コメンテーター兼務）
- 高橋よしえ

### 過去の出演者
メインキャスター（MC）
- 野田亜紅（フリーアナウンサー）

くまパワNEWS
- 土屋孝博（月曜 - 金曜）
- 鑪加奈[5]（月 - 火曜）
- 松田朋子（水 - 金曜）くまパワNEWS終了後は16時台のニュースコーナーを担当していた。

お天気キャスター
- 林奈々子（2012年4月2日放送 - 2014年9月26日放送）

コメンテーター
- 池谷友良（月曜日、アスリートクラブ熊本代表取締役社長、元:ロアッソ熊本監督）
- 熊谷雅彦（月曜日、アスリートクラブ熊本事業担当、元ロアッソ熊本主将）
- 松山周平（月曜日、アスリートクラブ熊本ホームタウンダイレクター）
- ボンボ藤井（火曜日、上田が不在時に出演していた）
- 三角由美子（水曜日、フリーライター）
- 月刊モコス編集部（金曜日）
- 笠浩二（木曜、ミュージシャン・元C-C-Bメンバー）
- 田原誠也（金曜（月1回出演）、田原洋装店専務、上通商栄会事業委員長）
- 黒木よしひろ（金曜（月1回出演）、ローカルタレント、駅前TVサタブラ番組司会者）
- 堂地志朗[6]（不定期、朝日新聞熊本総局長（当時））

リポーター
- 田中洋平 くまパワ+はMCとして出演中。
- 古澤栄基 芸能界引退のため。なお、2019年2月11日放送分（3月2日4:20放送[7]の朝からくまパワ）で、東京油組総本店 熊本組で働いていることが紹介された。

コーナー出演者
さくら先生の法律相談
- 島田さくら（アディーレ法律事務所、東京弁護士会所属）

## 放送時間
| 放送期間  | 放送期間  | 放送時間（JST）                        |
| --------- | --------- | -------------------------------------- |
| 2012.4.2  | 2014.3.28 | 月曜 - 金曜 16:50 - 18:55（2時間5分）  |
| 2014.3.31 | 2017.3.31 | 月曜 - 金曜 16:00 - 18:54（2時間54分） |
| 2017.4.3  | 2018.3.30 | 月曜 - 金曜 16:00 - 16:50（50分）      |
| 2018.4.2  | 2021.4.1  | 月曜 - 金曜 15:55 - 16:50（55分）      |
| 2021.4.3  | 現在      | 月曜 - 金曜 18:15 - 19:00 (50分)       |

### 16時台に放送されるコーナー
- オープニング
- 県内の天気（15:56ごろ、16:40ごろ（15:56ごろの天気は休止の場合がある））
- 特集（各曜日2本）
- 中継
- とく得中継
- お得にコロコロ
  - 現金1万円や熊本県産品・商品券・宿泊券などの豪華賞品が当たる視聴者参加のプレゼントコーナー。応募はメール・ハガキのみ。毎回メール・ハガキが入った箱からレポーターやコメンテーターが1名当選者を選ぶ。当選者に電話をかけ、5コールまたは15秒以内に出た当選者がサイコロを転がす出演者を決め、サイコロを転がし、出た目に応じて当選商品が決まる。
- 県内ニュース
  - 県内のニュースを2 - 3項目伝える。お得にコロコロの当選者が、5コールまたは15秒以内出ないケースが続いた場合は休止になる。また、エンディングにゲストが来る場合も休止になる。

- 明日の予告（金曜は土曜日の「くまパワ+」の予告）
- エンディング

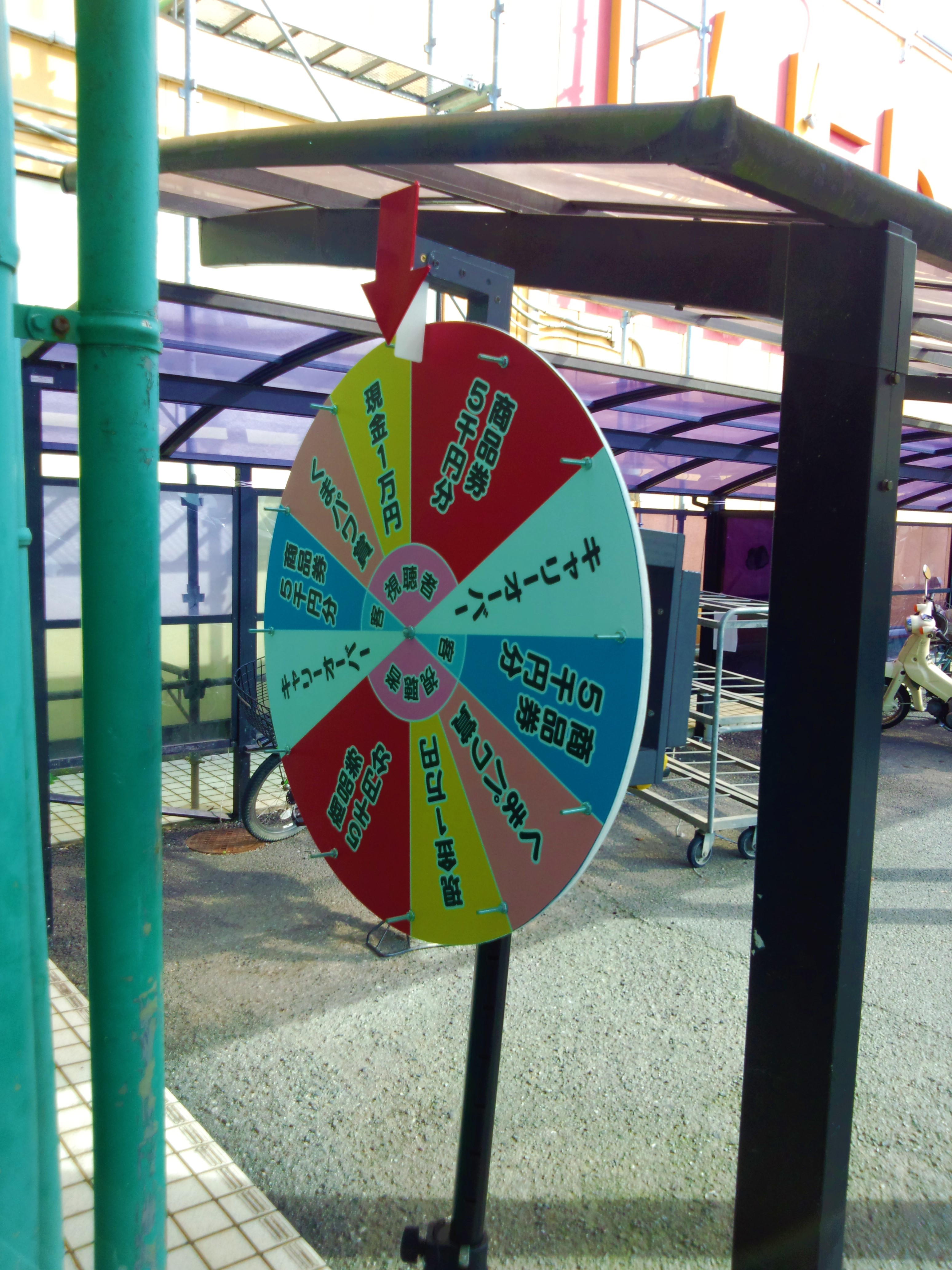
「とく得中継」で使用されていたルーレット。本体に書かれている通り、賞品がキャリーオーバーされることもあった。
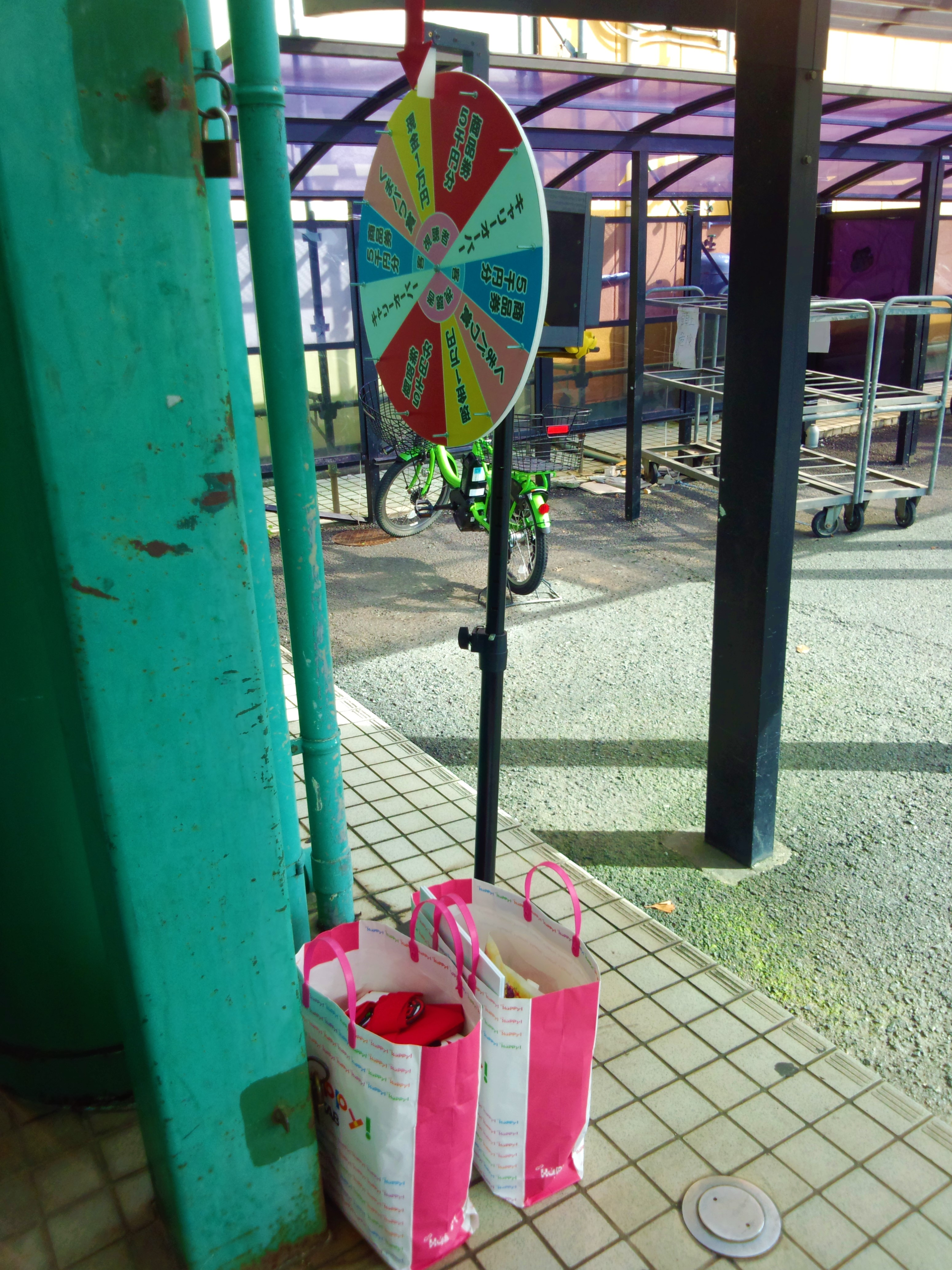
「とく得中継」で使用されていたルーレット。脚がついていた。

### 過去のコーナー
「ニュース&情報ライブ くまパワ」時代
- くまもとのみんなでソラをライブ（ウェザーニューズ協力によるデータ放送連動型天気予報）※
  - 2012年4月の放送開始から行われていたが、2013年9月27日放送分で終了となった。
- 宅配カメラ中継 イタガキま〜す
  - 2012年4月の放送開始から行われていたが、イタガキの降板により終了となった。
- ※は、全国高等学校野球選手権熊本大会期間中は、放送休止となる。
  - まち×ひとチャンネル※（月曜）
  - 大ちゃん食堂※（火曜）
  - 続・カフェ散歩※（水曜）
  - 新発見伝くまもと（隔週水曜日放送）
  - 各市町村から情報発信!“まちの宝もん”（木曜）
  - くまパワ動物園 まるっとアニマル※（木曜）
  - くまパワ週末おでかけ情報（金曜）

「つながる情報テレビ くまパワ」
- ナナイロボイス
  - 毎日あるテーマについて、街頭インタビューで街行く人達に話を聞くコーナー。また同様のテーマで視聴者からの意見をメールとFAXで募集し、番組内で随時紹介する。
- なんでもランキング
  - ファッション・グルメなどの人気アイテム・人気メニューなどをランキング形式で紹介する。本コーナーは「天の声」を名乗る男性が進行役を務める。
- つながるクイズ
  - クイズに正解すると、熊本県産品や商品券・宿泊券などの豪華賞品が当たる視聴者参加のプレゼントクイズ。応募はメール・ハガキのみ。挑戦者は毎日メール・ハガキのどちらか一人のみで、「メール」「ハガキ」と書かれた2枚のカードを松原がシャッフルしたあと、コメンテーターが選択し、選ばれた方の抽選を行い、当選者に電話をかけてクイズに挑戦。クイズは三択で、問題は中継先から出題。正解すると5枚のパネル（「く」「ま」「パ」「ワ」「ナナイロ（番組のシンボルマーク）」）の中から一つ選択でき、そのパネルに隠れている賞品を獲得できる。さらに「大ちゃんス」の賞品を獲得すると、さらにもう一枚パネルを選ぶことができ、そのパネルに隠れている賞品も獲得できる。なお電話のコール5回以内に出なかった場合や自動車運転中、テレビを視聴できない環境にある場合、解答権は他の人に移る。またクイズ不正解だった場合は残念賞としてKABのボックスティッシュがプレゼントされる。2014年4月28日放送では、4人連続で電話がつながらず、時間いっぱいとなり、結局この日は挑戦者無しでコーナーが終了してしまった。
- くまパワ週末★占い（毎週金曜）
- 月曜リポート
- まちの5じまん
  - 熊本県内の各市町村の特産･名物料理･祭りなど、我が町ふるさとの「自慢」を5つにまとめて紹介する特集企画。2015年3月をもって終了した『まちのいちおしっ!』の後継コーナーで、毎週水曜に放送される。
- くまもと5ツ星
  - 開局25周年を迎えた2014年から始まった熊本朝日放送のキャンペーン「くまもと5ツ星」関連の企画で、「食」をテーマにした話題を取り上げる。毎週木曜に放送。
- Happy!プレゼンSHOW
  - 「旬」なものや気になる商品などをVTRとスタジオでの実演や試食などを交えで紹介する。
- Happy!写真館
  - 「幸せ」が感じられるような写真や画像を番組で募集し、視聴者から寄せられた写真の中から数点をスタジオで紹介。金曜日にはその中から“シュウイチ写真”（最優秀作品）を1枚選び、“シュウイチ写真”に選ばれた視聴者には豪華賞品がプレゼントされる。
- さくら先生の法律相談（毎月最終金曜に放送）

## テーマ曲
2014年4月 - 2015年3月
- 「ナナイロ」唄：上村正人

「ニュース&情報ライブ くまパワ」時代
- 作曲：高橋よしえ
- ドラム・MIX：りゅうこうじ